# Ряполовский, Иван Андреевич Ногавица
Князь Иван Андреевич Ряполовский по прозвищу Нагавица (Наговица) — третий сын стародубского князя Андрея Фёдоровича, получивший в удел крохотное Ряполовское княжество в Суздальском уезде с центром в селе Ряполово и ставший родоначальником князей Ряполовских, из которых впоследствии выделились Хилковы и Татевы. Известен только по родословным записям.
Имел четырёх сыновей:
- Ряполовский, Иван Иванович (ум. 1446) — воевода и боярин.
- Ряполовский, Семён Иванович Хрипун (ум. 1503) — воевода.
- Ряполовский, Дмитрий Иванович (ум. 1463/1470) — воевода и боярин.
- Ряполовский, Андрей Иванович Лобан — послан с государевым полком против татар и в бою с ними 05 декабря 1438 года под Белёвым погиб, бездетный.